# Semiothisa frugaliata
Semiothisa frugaliata är en fjärilsart som beskrevs av Achille Guenée 1858. Semiothisa frugaliata ingår i släktet Semiothisa och familjen mätare. Inga underarter finns listade i Catalogue of Life.